# Berührung (Mathematik)
Die Berührung, Schmiegung oder Oskulation ist ein Konzept aus dem mathematischen Teilgebiet der Geometrie. Zwei geometrische Objekte wie zum Beispiel Funktionsgraphen, Kurven oder gekrümmte Flächen berühren sich in einem gemeinsamen Punkt, wenn die Tangenten der beiden Objekte in diesem Punkt übereinstimmen. Dieser Punkt heißt Berührungspunkt. Die Tangenten können mit Hilfe der Differentialrechnung bestimmt werden. 
Verallgemeinert besteht an einem gemeinsamen Punkt eine Berührung {\displaystyle n}-ter Ordnung, wenn alle Ableitungen bis zur {\displaystyle n}-ten Ordnung in diesem Punkt übereinstimmen.

## Berührung zweier Funktionen
Sind {\displaystyle f,g\colon I\to \mathbb {R} } zwei auf einem Intervall {\displaystyle I} definierte Funktionen, die in einem inneren Punkt {\displaystyle a} von {\displaystyle I} differenzierbar sind, dann heißt {\displaystyle a} Berührpunkt von {\displaystyle f} und {\displaystyle g}, wenn gilt:
{\displaystyle f(a)=g(a)\qquad {\text{und}}\qquad f'(a)=g'(a)}.
Man sagt dann auch, dass sich {\displaystyle f} und {\displaystyle g} im Punkt {\displaystyle a} berühren.
Diese Definition lässt zu, dass sich die Funktion {\displaystyle f} und {\displaystyle g} im Punkt {\displaystyle a} überkreuzen, wie etwa {\displaystyle f(x)=x^{3}} und  {\displaystyle g(x)=-x^{3}} im Punkt {\displaystyle a=0}. Dieser Fall lässt sich durch die zusätzliche Forderung ausschließen, dass {\displaystyle f-g} in {\displaystyle a} ein lokales Extremum haben soll. In der Literatur herrscht keine Einigkeit darüber, ob eine Überkreuzung auch als Berührung zählt.
Allgemeiner ist {\displaystyle a} ein Berührpunkt {\displaystyle n}-ter Ordnung von {\displaystyle f} und {\displaystyle g}, wenn {\displaystyle f} und {\displaystyle g} in a {\displaystyle n}-mal differenzierbar sind und ihre Ableitungen in {\displaystyle a} bis zur Ordnung {\displaystyle n} übereinstimmen, wenn also gilt:
{\displaystyle f^{(k)}(a)=g^{(k)}(a)\quad }für {\displaystyle \quad k=0,\ldots ,n}.
Ein Berührpunkt 0-ter Ordnung ist ein Schnittpunkt, in Berührpunkt erster Ordnung ein gewöhnlicher Berührpunkt, und in einem Berührpunkt 2. Ordnung haben die beiden Funktionen auch die gleiche Krümmung.

## Berührung zweier Kurven
Das Konzept der Berührung zweier Funktionen kann ohne Weiteres auf glatte Kurven übertragen werden.
Sind {\displaystyle \gamma \colon I\to \mathbb {R} ^{n}} und {\displaystyle {\hat {\gamma }}\colon {\hat {I}}\to \mathbb {R} ^{n}} zwei glatte Kurven und existieren ein {\displaystyle t_{0}\in I} und ein {\displaystyle {\hat {t}}_{0}\in I} mit 
{\displaystyle \gamma (t_{0})={\hat {\gamma }}({\hat {t}}_{0})\qquad {\text{und}}\qquad \gamma '(t_{0})={\hat {\gamma }}'({\hat {t}}_{0})},
dann heißt {\displaystyle \gamma (t_{0})={\hat {\gamma }}({\hat {t}}_{0})} Berührpunkt der beiden Kurven {\displaystyle \gamma } und {\displaystyle {\hat {\gamma }}}.
Entsprechend heißt ein Punkt {\displaystyle \gamma (t_{0})={\hat {\gamma }}({\hat {t}}_{0})} Berührpunkt {\displaystyle n}-ter Ordnung von zwei mindestens {\displaystyle n}-fach differenzierbaren Kurven {\displaystyle \gamma } und {\displaystyle {\hat {\gamma }}}, wenn dort alle ihre Ableitungen bis zur Ordnung {\displaystyle n} übereinstimmen.
In jedem Punkt einer ebenen Kurve, in dem die Tangente die Kurve nicht in höherer Ordnung berührt, gibt es einen eindeutig bestimmten Kreis, der die Kurve in diesem Punkt in höherer Ordnung berührt. Er wird Krümmungskreis oder Schmiegungskreis genannt. Zum Beispiel ist der Einheitskreis um den Koordinatenursprung der Schmiegungskreis der Kosinus-Funktion im Punkt {\displaystyle (0,1)}.
Das Konzept der Schmiegung lässt sich nicht nur auf ebene Kurven anwenden, sondern auch auf Raumkurven und höherdimensionale geometrische Objekte. Eine Raumkurve kann in einem Punkt durch eine Schmiegebene beschrieben werden, die ihre Tangente und ihre Hauptkrümmungsrichtungen berücksichtigt. Analog gibt es Schmiegkugeln, die Raumkurven ähnlich wie Krümmungskreise bei ebenen Kurven approximieren. Für Flächen treten Konzepte wie Schmiegparabeln oder oskulierende Quadriken auf, die die lokale Krümmung einer Fläche in einem Punkt erfassen.
Formell betrachtet bedeutet Schmiegung die Übereinstimmung der Jets einer bestimmten Ordnung. Während die Krümmungskreise und Oskulationsebenen sich auf die zweite Ordnung beziehen, kann dieses Konzept für höhere Ableitungen erweitert werden, sodass man etwa oskulierende Flächen oder mehrdimensionale Krümmungsobjekte erhält.